# Kołaczkowo Wąskotorowe
Kołaczkowo Wąskotorowe - dawna stacja kolei wąskotorowej w Kołaczkowie, w województwie wielkopolskim, w Polsce. Otwarta w 1898; zamknięta w 1976.